# 얀트라강

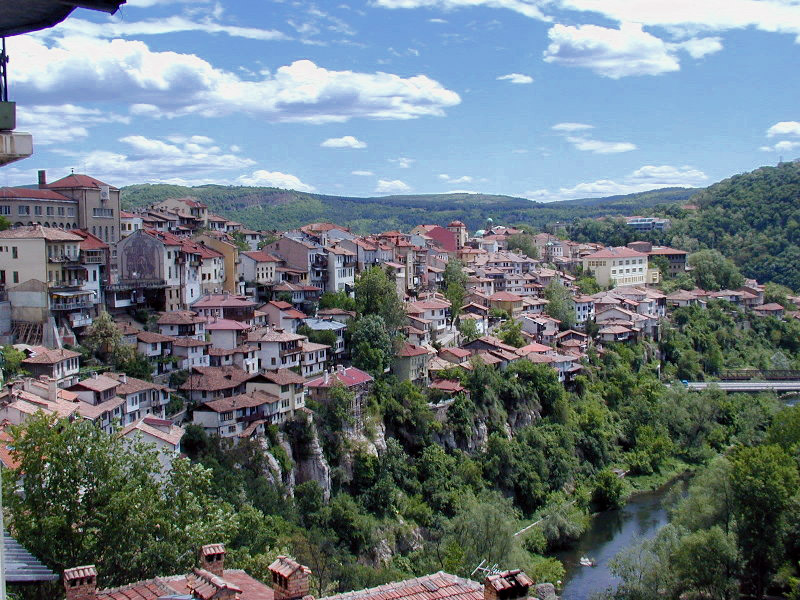
강의 모습

얀트라강(불가리아어: Янтра, Yantra)은 불가리아 북쪽을 흘러가는 강이다. 도나우강의 오른쪽 지류에 해당하며 전체 길이는 285 km이다.
해발 1,340 m의 중앙 고원에서 발원하며 상류지역에서는 옛 이름인 에타르(Etar, Етър)라고 불리기도 한다. 가장 아름다운 절경은 수많은 협곡 지대이며 전체적으로는 7 km 가량이다.